# Fénylőszemű priapella
A fénylőszemű priapella (Priapella intermedia) a  csontos halak (Osteichthyes) osztályába, ezen belül a fogaspontyalakúak (Cyprinodontiformes) rendjébe és a elevenszülő fogaspontyfélék (Poeciliidae) családjába tartozó faj.

## Előfordulása
Mexikó területén honos. 1952-ben fedezték fel, Európába csak másfél évtizeddel ezután került.

## Megjelenése
Alapszíne sárgás olajzöld. A szem írisze csillogó, kékeszöld ragyogású, többnyire erről kapta nevét. Úszói fehéren szegélyzettek. Csoportos halak, szépségük így különösen érvényesül. Bármilyen szép is, nem túl elterjedt halfaj.

## Tartása
Tartásukhoz oxigéndús vizet és viszonylag sok helyet igényelnek. Általában ideges természetűek, ám ha csapatban vannak, ez mérséklődik. Ezeknél a halaknál kerülnünk kell a gyakori és hirtelen fényváltoztatást, mert ez a halak sérüléséhez vezethet.

### Tenyésztése
Tenyésztésük viszonylag nehéz. A nőstényen található ívási folt kicsi, szabad szemmel alig kivehető. Egy nőstény 6-20, tehát igen kevés ivadékot szül. Az ivadékok viszonylag nagyok. Ennél a fajnál gyakori a halva született kishal. Ezek számát a tenyészállatok Drosophilával (a muslicák családjába tartozó, 2–4 mm nagyságú legyekkel) való etetésével lehet csökkenteni. Szüléshez (a többi elevenszülő halfajjal ellentétben, melyeknél a nőstényeket külön szülőakváriumba javasolt áttelepíteni) ne vegyük ki a medencéből, amelyben tartjuk. A nőstények 24-26 °C-os vízhőmérséklet mellett 4-6 hetente szülnek.